# Tupinada
Una tupinada (o topinada) és un frau electoral consistent en introduir paperetes no procedents d'un elector a les urnes o alterar-ne el recompte per tal de desvirtuar el resultat d'unes eleccions.
Les tupinades (en castellà pucherazo) van ser especialment freqüents durant l'alternança política que hi va haver en el poder a l'Estat espanyol entre el Partit Liberal i el Partit Conservador durant alguns anys de la Restauració monàrquica (1874-1931), és a dir, el "turnismo" (mandats per torns), dins el model de dominació política local (sobretot a les zones rurals i les ciutats petites) conegut com a caciquisme . Per a dur a terme la manipulació, es guardaven paperetes de vot (per exemple dins de "tupins", d'on ve la denominació tupinada que es va popularitzar), i s'afegien o se sostreien de l'urna electoral a conveniència del resultat desitjat. Altres mètodes consistien en la col·locació de les urnes en llocs d'impossible accés o la manipulació de les votacions amb "vots de llàtzers' (vots de morts que, almenys sobre el paper ressuscitaven com el Llàtzer dels Evangelis ) i "vots de cuneros" (candidats que s'inscrivien en una circumscripció amb la qual no tenien lligam personal o polític).

## Mètodes utilitzats
- Qualsevol individu, quan: 
  - Vota, sense tenir credencial d'elector,
  - Vota amb una credencial que no és la seva.
  - Vota més d'una vegada en una mateixa elecció.
  - Fa propaganda el dia de la jornada electoral d'un candidat i orienta el vot dels ciutadans.
  - Recull, sense avís i sense cap causa, la credencial per votar dels ciutadans.
  - Obstaculitza o interfereix el desenvolupament de les votacions i procediment que se segueix el dia de les eleccions.
  - Condicionament del vot: l'existència de persones econòmica i socialment influents, com ara un cacic o l'amo d'una fàbrica, pot fer que un nombre determinat d'electors votin d'acord amb les seves ordres sota amenaça de ser objecte de mesures repressives (acomiadaments, anar a les quintes, etc.).

- Ministres de culte religiós (pares, ministres, germans de qualsevol religió o secta). Cometran delicte electoral els ministres quan:
  - En els seus sermons o actes públics propis indueixin els ciutadans a votar a favor o en contra d'un candidat o partit polític o perquè els ciutadans no es presentin a votar.

- Els funcionaris electorals, són totes les persones que formen part d'un òrgan electoral (la junta districte o funcionari de casella). Cometran delicte electoral els funcionaris electorals quan:
  - No compleixin les obligacions del seu càrrec.
  - No lliurin els documents o material electoral necessari perquè es facin les eleccions.
  - Instal·lin, obrin o tanquin una casella fora del que estableix el procediment electoral
  - Alterar els resultats electorals, roben i destrueixin butlletes, documents o materials electorals.
  - En exercici de les seves funcions, pressionin als ciutadans i els indueixin a votar per un candidat o partit polític.
  - Sense cap justificació excusin o ordenen la retirada de la casella electoral de representants dels partits.

- Els funcionaris partidistes, que són els que dirigeixen o formen part d'un partit polític, poden cometre un delicte electoral quan:
  - Realitzin propaganda electoral mentre compleixen amb el seu treball electoral.
  - Sostreguin, destrueixin o alterin els documents o material electoral.
  - Diguin notícies falses o doloses de manera pública relacionades amb matèria electoral.
  - Impedeixin violentament la instal·lació, obertura o tancament d'una casella.

- Els servidors públics que són totes les persones que treballen per al govern i poden cometre un delicte electoral quan: 
  - Obliguin la gent que treballa amb ells a emetre el seu vot a favor d'un partit polític o candidat determinat.
  - Condicions la prestació de llum, aigua, telèfon, gas, etc., així com el compliment de programes socials o la realització de construccions perquè la gent emeti el seu vot a favor d'un partit polític o candidat.
  - Inverteixin, diners, serveis, cases, oficines per donar suport a un candidat o partit polític.
  - Utilitzin els empleats durant el seu temps de tasques perquè auxiliïn un candidat o partit polític determinat.

## El vot
El vot és un dret establert en la nostra Constitució mitjançant el qual els individus poden interferir o participar com a ciutadans en la forma de govern del seu país, per això la importància del seu respecte, d'exercitar-lo i fer que es respecti davant les autoritats en cas de ser violat.
El vot com figura compta amb les següents característiques: 
- Universal, perquè tots els ciutadans, homes i dones majors de 18 anys, han de votar en les eleccions federals o locals si compleixen amb els requisits necessaris.

- Lliure, perquè els ciutadans poden manifestar la seva preferència pel partit polític o candidat de la seva preferència, sense cap forma de pressió.

- Secret, perquè cada ciutadà té el dret de votar sense ser observat i sense que la societat tingui coneixement de la seva preferència política.

- Directe, perquè no hi ha entre l'elector i el candidat una persona o interventor al moment de votar.

- Personal o Individual, perquè ha d'anar a votar el ciutadà de la credencial d'elector, cap altra més i sense assessorament d'altres persones.

- Intransferible, Perquè els ciutadans no poden dir-li a altres persones que votin al seu lloc. L'anterior ens mostra la importància d'exercir el vot de manera lliure, secreta, personal i directament, per això qualsevol acció realitzada per una persona, candidat o partit polític que atempti contra ell o vulgui manipular-ha de ser denunciat. A aquesta conducta infractora s'anomena delicte.